# Oskar Kolberg

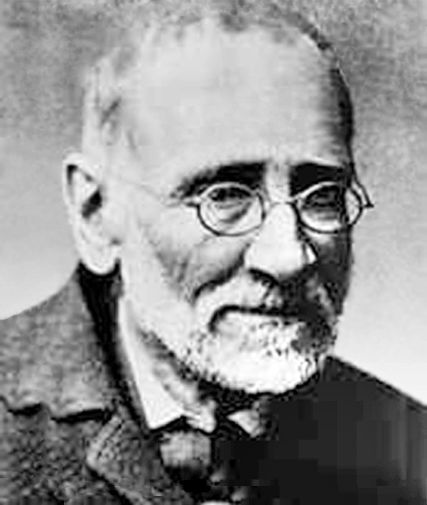
Oskar Kolberg

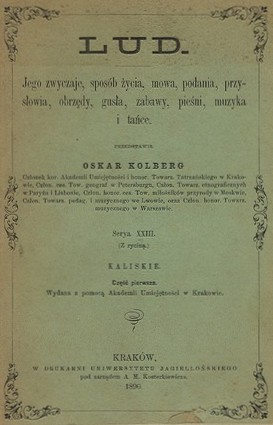
Titelseite von Kolbergs Hauptwerk Lud („Das Volk“)

Oskar Kolberg (Henryk Oskar Kolberg, * 22. Februar 1814 in Przysucha; † 3. Juni 1890 in Krakau) war ein polnischer Ethnograph, Volksliedsammler und Komponist. Er gilt als Begründer der polnischen Ethnographie.

## Leben
Er war der Sohn von Julius Kolberg, einem aus Preußen 1798 eingewanderten Kartografen, Professor an der Warschauer Universität, und Karolina Fryderyka Mercoeur, einer in Warschau geborenen Französin. Der junge Oskar besuchte 1823 bis 1830 das Warschauer Lyzäum, dessen Direktor Samuel Linde war, gleichzeitig studierte er 1832 bis 1836 Musik bei dem Pianisten und Komponisten Ignacy Feliks Dobrzyński. 1835 bis 1837 setzte er seine musikalischen Studien in Berlin bei Christian Friedrich Johann Girschner und Carl Friedrich Rungenhagen fort. In dieser Zeit – 1835 – korrespondierte er auch mit Robert Schumann und sandte diesem mehrere ungedruckte Werke, die heute verschollen sind.
1853 wurde seine Oper Der Schäferkönig uraufgeführt.
Zurück in Warschau gab er Musikunterricht, wurde Buchhalter und 1845–1857 Beamter bei der Direktion der Warschau-Wiener Eisenbahn. Er arbeitete außerdem als Bankangestellter und Bahnbeamter. Während dieser Zeit sammelte er mehrere Hundert Volkslieder aus der Region Masowien, die er zunächst in Form von Liederbüchern herausgab. Dank eines Stipendiums der Mianowski-Kasse veröffentlichte er ein Werk in fünf Bänden über die Volksmusik von Masowien.
Im Jahr 1871 übersiedelte er von Warschau nach Mogilany bei Krakau, später nach Modlnica, 1884 nach Krakau. 1873 wurde er zum Mitglied der Polnischen Akademie der Gelehrsamkeit in Krakau (Polska Akademia Umiejętności) gewählt.

## Werke
- 1857: Pieśni Ludu Polskiego (Lieder des polnischen Volkes), Sammlung von 400 polnischen Volksliedern
- 1857–1890: Lud. Jego zwyczaje, sposób życia, mowa, podania, przysłowia, obrzędy, gusła, zabawy, pieśni, muzyka i tańce (Das Volk, seine Bräuche, Lebensweise, Sprache, Volkssagen, Sprichwörter, Rituale, Zaubereien, Spiele, Lieder, Musik und Tänze), 33 Bände –  postum erschienen noch drei Bände aus seinem Nachlass